# Rosenbauer Panther
Rosenbauer Panther là một mẫu xe cứu hỏa sân bay do hãng Rosenbauer của Áo sản xuất.
Mẫu xe này hiện có ba biến thể, bao gồm: 4x4, 6x6 và 8x8, trong đó biến thể 6x6 chạy bằng điện đang được phát triển. Đối với biến thể 8x8 có khả năng mang theo 14.500 lít (3.830 gallon) chất chữa cháy, đạt tốc độ tối đa 140 km/h (87 mph) và tổng trọng lượng khi vận hành lên tới 40 tấn.

## Lịch sử
Panther được ra mắt vào năm 1991 và là mẫu xe cứu hỏa sân bay thứ hai của Rosenbauer, kế nhiệm cho dòng Simba vốn ngừng sản xuất vào năm 1996. Chiếc xe lần đầu được giới thiệu tại triển lãm Hanover, được Kristian Fenzl thiết kế dựa trên khung gầm MAN 36.1000 VFAEG. Xe được trang bị động cơ diesel V12 dung tích 22 lít, tăng áp và làm mát bằng khí nạp, sản sinh công suất 735 kW (990 mã lực) tại 2.300 vòng/phút. Với trọng lượng 36 tấn, Panther có thể tăng tốc từ 0 lên 80 km/h trong 25 giây, đạt tốc độ tối đa 140 km/h, đi kèm hộp số tự động và khả năng leo dốc với độ dốc lên tới 60%.
Panther có thể mang theo 10.000–14.000 lít nước, 1.000–2.000 lít chất tạo bọt cùng 500 kg bột chữa cháy. Phiên bản tiêu chuẩn sử dụng hệ dẫn động 8x8, song các biến thể nhỏ gọn hơn với cấu hình 4x4 và 6x6 cũng đã được sản xuất và chính thức ra mắt vào tháng 5 năm 1992.

## Các biến thể
- Panther 4x4
- Panther 6x6s
- Panther 6x6
- Panther 6x6 (điện)
- Panther 8x8

## Sức chứa
| Biến thể           | Nước (lít) | Bọt chữa cháy (lít) | Bột (kg) | Đầu ra (lít/phút) |
| ------------------ | ---------- | ------------------- | -------- | ----------------- |
| Panther 4x4        | 6,200      | 750                 | 250      | 7,000             |
| Panther 6x6s       | 9,100      | 1,200               | 250      | 6,500             |
| Panther 6x6        | 11,400     | 1,400               | 250      | 9,000             |
| Panther 6x6 (điện) | 12,000     | 1438.5              | 250      | 7949.4            |
| Panther 8x8        | 12,500     | 750x2               | 500      | 9,000             |